# Angela Akers
Angela „Angie“ Akers (* 30. Juni 1976 in Fort Wayne, Indiana als Angela Harris) ist eine US-amerikanische Beachvolleyballtrainerin und ehemalige Beachvolleyball- und Volleyballspielerin.

## Karriere Halle / Laufen
Als Angela Harris spielte sie Volleyball an der University of Notre Dame in Indiana. Anschließend spielte sie für drei Monate in Saignelégier in der Schweiz. Danach begann sie mit Langstreckenlauf, ging 2000 nach San Francisco und absolvierte 2001 den Boston-Marathon in 3 Stunden 24 Minuten.

## Karriere Beach
2002 ging Angie Akers nach Südkalifornien und startete ihre Beachvolleyballkarriere an der Seite von Ashley Bowles und Jenny Pavley. Gleich in ihrem ersten Jahr auf der AVP-Tour wurde sie zum Rookie of the Year gewählt. 2004 spielte sie mit Rachel Wacholder, 2005 mit Nicole Branagh, 2006/07 mit Brooke Hanson und 2008 mit Holly McPeak. Von 2009 bis 2010 spielte sie auf der FIVB World Tour mit Tyra Turner. Akers/Turner hatten 17 Top-Ten-Platzierungen und belegten den fünften Platz bei der Weltmeisterschaft in Stavanger. 2011 spielte Akers wieder mit Nicole Branagh und 2012 mit Brittany Hochevar. 2013 spielte sie mit Priscilla Piantadosi-Lima auf AVP-Tour. Ihr letztes Turnier war die AVP Championships at Huntington Beach im Oktober 2013.

## Trainerin
Seit 2015 trainiert Akers das Damen-Beachvolleyballteam der Niederlande.

## Privates
Angela Harris wuchs in Fort Wayne (Indiana) als Zweitälteste von vier Schwestern auf. Sie ist mit dem früheren Football-Profi Jeremy Akers verheiratet und lebt in Redondo Beach, Kalifornien.